# Espectroscopia de fotoelectrones emitidos por rayos X

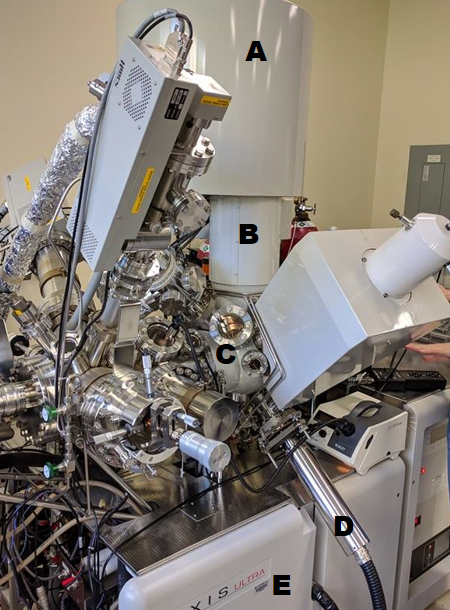
Máquina XPS con un analizador de masas (A), lentillas electromagnéticas (B), una cámara de ultravacio (C), una fuente de rayos X (D) y una bomba de vacío (E)

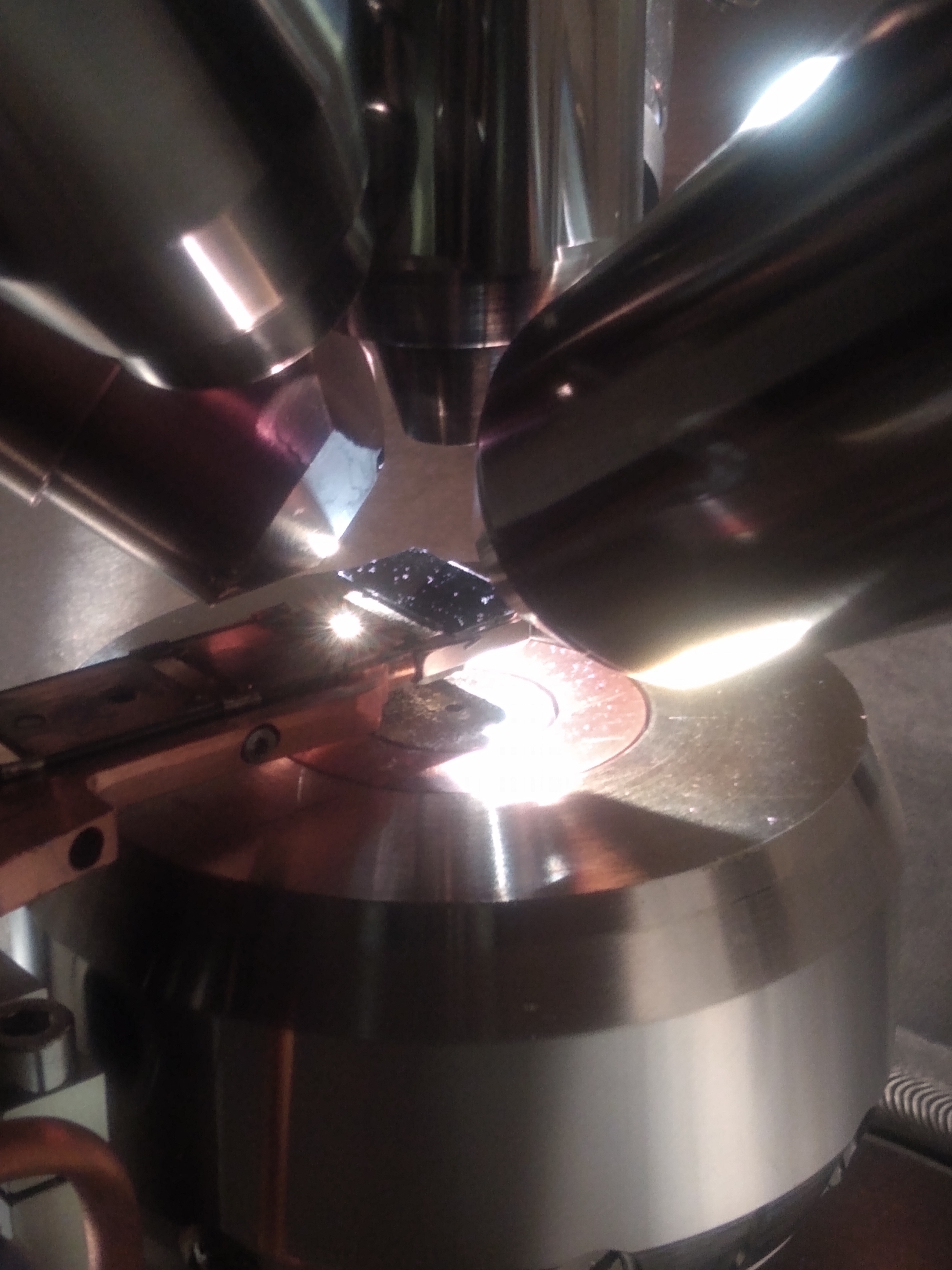
Cámara de análisis con una muestra de GaAs.

La espectrometría fotoelectrónica X o espectrometría de fotoelectrones inducidos por rayos X  (en inglés: X-Ray photoelectron spectrometry, o XPS) es un método de espectrometría fotoelectrónica que implica la medición de los espectros de los fotoelectrones inducidos por fotones de rayos X. Es una espectroscopia semi-cuantitativa y de baja resolución espacial que habitualmente se utiliza para estimar la estequiometría (con un error del 10% aproximadamente), estado químico y la estructura electrónica de los elementos que existen en un material.
Los espectros XPS son obtenidos cuando una muestra es irradiada por rayos X (habitualmente el ánodo puede ser de Al o Mg) al tiempo que se mide la energía cinética y el número de electrones que escapan de la superficie del material analizado. Para una medición de XPS se requieren condiciones de ultra-alto vacío debido a que a presiones mayores la tasa de adsorción de contaminación sobre la muestra puede ser del orden de varias monocapas atómicas por segundo, impidiendo la medición de la superficie que realmente se quiere analizar.
Fue desarrollada en la Universidad de Upsala (Suecia) en la década de 1960, bajo la dirección de Kai Siegbahn, lo que le valió el premio Nobel en 1981. El método anteriormente se llamaba espectroscopia electrónica para análisis químico o ESCA (en inglés: electron spectroscopy for chemical analysis).

## Fundamentos
La técnica de espectroscopía fotoelectrónica de rayos-X consiste básicamente en la excitación mediante un haz de rayos-X de los niveles más internos de los átomos, provocando la emisión de fotoelectrones que nos proporcionan información sobre la energía de cada nivel y, por tanto, sobre la naturaleza de cada átomo emisor.
Puesto que la energía del haz es hv, si el fotoelectrón sale con una energía cinética EK, la diferencia entre ambas nos da la energía de ligadura (EL) del átomo en particular, característica de cada elemento. Todo se resume a medir la velocidad de los electrones emitidos mediante el espectrómetro:
EL = hv - EK
Para ello es necesario trabajar en condiciones de Ultra Alto Vacío UHV (ultra high vacuum). Esto se consigue mediante el uso de bombas turbo-moleculares y bombas iónicas apoyadas con vacíos previos obtenidos por bombas rotatorias de aceite.

## Aplicaciones
La técnica XPS se usa en investigación, desarrollo de nuevos materiales y en controles de calidad en fabricación. Esta técnica es capaz de obtener la composición química de varias superficies materiales hasta 1-2 nm de profundidad. Es posible saber la composición superficial de un material e incluso el estado de oxidación y si contiene un determinado elemento. Se pueden detectar todos los elementos, exceptuando el hidrógeno. La sensibilidad depende de cada elemento en particular. El objetivo principal de esta técnica consiste en dar la composición porcentual de una determinada capa así como el estado de oxidación de los elementos que la forman.
Las aplicaciones de la técnica se pueden resumir en los siguientes campos:
- polímeros y adhesivos[1][2]
- catálisis heterogénea[3][4]
- photocatálisis[5]
- metalurgia[6]
- microelectrónica[7]
- investigación para reducir los poluantes[8]
- fenómenos de corrosión[9][10]
- caracterización de superficies de sólidos en general.